# IC 3508
IC 3508 — галактика типу S0     R () у сузір'ї Волосся Вероніки.
Цей об'єкт міститься в оригінальній редакції індексного каталогу.